# Ali Bilgin
Ali Bilgin (Essen, Alemania, 17 de diciembre de 1981) es un exfutbolista turco. Jugaba de mediocampista y su último equipo fue el Fenerbahçe.

## Biografía
Ali Bilgin nació en Essen (Alemania Occidental, actualmente Alemania), pero también tiene nacionalidad turca. Juega normalmente como centrocampista realizando tareas ofensivas por ambas bandas.
Empezó su carrera profesional en un equipo de su ciudad natal, el Rot-Weiss Essen.
En 2006 emigra a Turquía para fichar por el Antalyaspor. Debuta con este equipo el 13 de agosto, y realiza una gran temporada, aunque no pudo evitar el descenso de su club al final de esa campaña. 
Ese mismo verano firma un contrato (el 30 de junio de 2007) con su actual club, el Fenerbahçe, equipo que tuvo que realizar un desembolso económico de 500000 euros para poder hacerse con sus servicios.

## Selección nacional
Ha sido internacional con la Selección de fútbol de Turquía en 2 ocasiones. 

## Clubes
| Club                   | País     | Año       |
| ---------------------- | -------- | --------- |
| Rot-Weiss Essen        | Alemania | 2000-2005 |
| Antalyaspor Kulübü     | Turquía  | 2006-2007 |
| Fenerbahçe Spor Kulübü | Turquía  | 2007-     |